# Mésange à épaulettes
Melaniparus leucomelas
Espèce
Statut de conservation UICN

 LC  : Préoccupation mineure
La Mésange à épaulettes (Melaniparus leucomelas, anciennement Parus leucomelas) est une espèce de passereaux de la famille des paridés.

## Répartition et sous-espèces

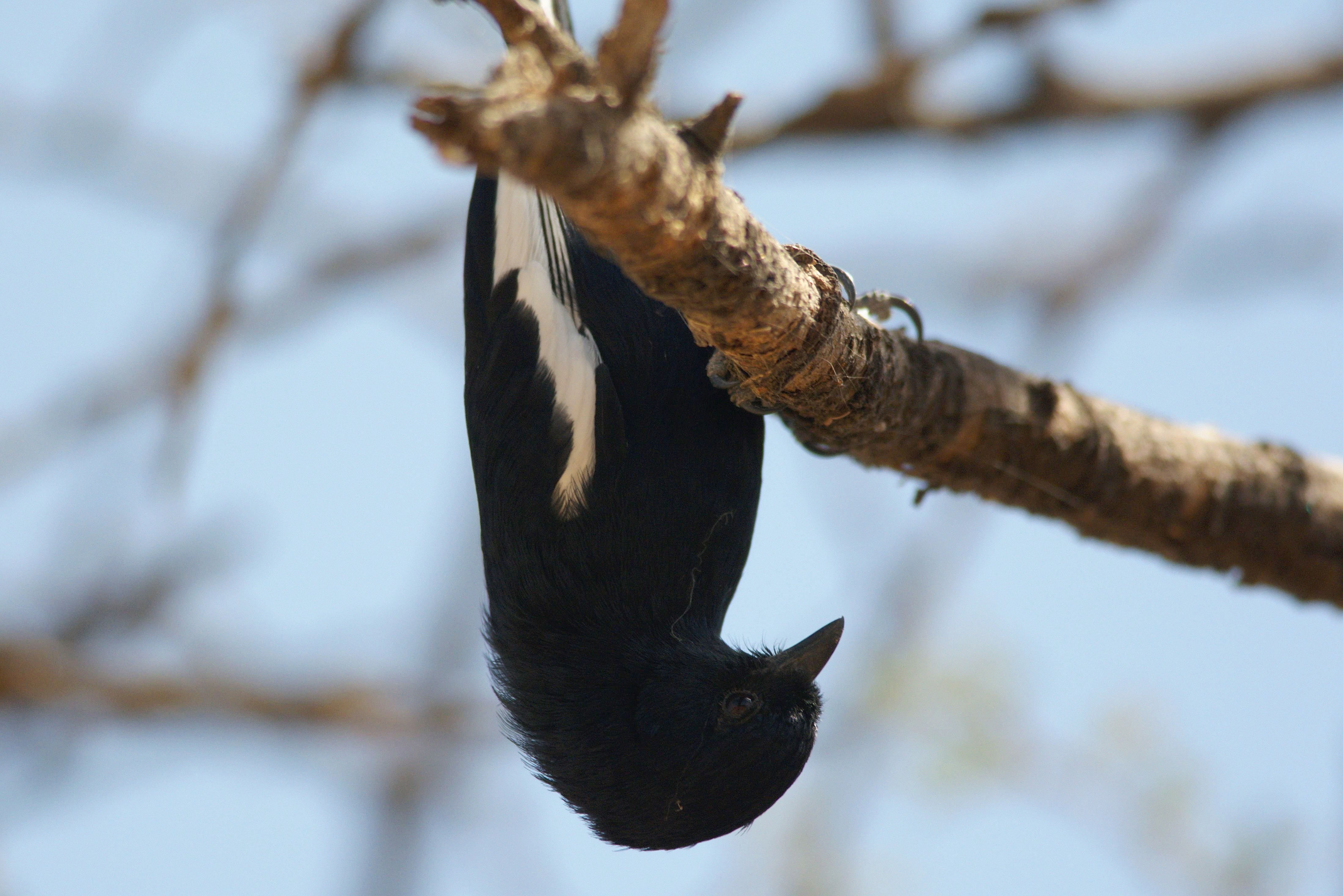

- M. l. leucomelas (Rüppell, 1840) — hauts plateaux abyssins
- M. l. insignis (Cabanis, 1881) — centre-sud de l'Afrique subsaharienne

## Taxinomie
À la suite de l'étude de Johansson et al. (2013) sur les relations phylogéniques des espèces au sein de la famille des Paridae, le genre Parus est redéfini pour être monophylétique. Le Congrès ornithologique international répercute ces changements dans sa classification de référence version 3.5 (2013), et la Mésange à épaulettes (anciennement Parus leucomelas) est déplacée vers le genre Melaniparus.